# Liste des revues de psychologie, de psychiatrie et de psychanalyse
Cet article répertorie une liste non exhaustive de revues de psychologie, de psychiatrie ou de psychanalyse. Ces trois domaines de recherche se retrouvant souvent dans une même revue, ils sont regroupés dans cette page.

## Les listes de revues de recherches dans le champ de la psychologie, la psychanalyse et la psychiatrie
Il existe un certain nombre de listes de revues internationales, dans le domaine de la psychologie. Pour ce qui concerne les revues scientifiques françaises dans le domaine de la psychologie, une liste a été déterminée en 2011, par une commission disciplinaire regroupant des délégués scientifiques de l’AERES (actuellement HCERES), des représentants du CoNRS et du CNU (16e section), des membres de l’Institut universitaire de France et un certain nombre de personnalités qualifiées étrangères.
La liste CNU-AERES de 2011 vise à la caractérisation des revues importantes pour un champ ou une sous-discipline selon des critères définis dans un référentiel. Elle reprend notamment l'ensemble des revues référencées sur la base PsycINFO, celles de la  base Scopus, de la base ERIH de la Fondation européenne de la science (ESF), ainsi que les revues de la liste propre à la 16e section du CNU (PubMed). 
Les revues de recherche indexées sur cette page sont principalement des revues scientifiques à comité de lecture.

## Liste de revues francophones et internationales
- Haut – A
- B
- C
- D
- E
- F
- G
- H
- I
- J
- K
- L
- M
- N
- O
- P
- Q
- R
- S
- T
- U
- V
- W
- X
- Y
- Z

| Titre                                             | Première publication | Dernière publication | Thème(s)                                                        | Notes                                                                                                 |
| ------------------------------------------------- | -------------------- | -------------------- | --------------------------------------------------------------- | --- |
| A                                                 |                      |                      |                                                                 | |
| Adolescence                                       | 1983                 | -                    | Psychologie sociale, psychologie du développement, psychanalyse | |
| Archives suisses de neurologie et de psychiatrie  | 1917                 | -                    | Neurologie, psychiatrie                                         | |
| Annales médico-psychologiques                     | 1843                 | -                    | Neurologie, psychiatrie                                         | |
| B                                                 | B                    | B                    | B                                                               | B |
| Bulletin de psychologie                           | 1948                 | -                    |                                                                 | |
| C                                                 | C                    | C                    | C                                                               | C |
| Clinical Practice in Pediatric Psychology         | 2013                 |                      | Psychologie pédiatrique                                         | |
| Cahiers de neuropsychologie clinique              | 2012                 | 2018                 | Neuropsychologie                                                | |
| Cahiers de psychologie clinique                   | 2003                 | -                    | Clinique                                                        | |
| Les Cahiers internationaux de psychologie sociale | 1978                 |                      | Psychologie sociale                                             | |
| Cahiers jungiens de psychanalyse                  | 1974                 | -                    | Psychanalyse                                                    | |
| Le Carnet Psy                                     | 1994                 |                      | Psychologie, psychanalyse                                       | |
| La Cause du désir                                 | 2012                 | -                    | Psychanalyse                                                    | Nouveau nom de la revue La Cause freudienne                                                           |
| La Cause freudienne                               | ?                    | 2012                 | Psychanalyse                                                    | |
| Champ psy                                         |                      |                      | Psychosomatique, psychologie, psychanalyse                      | Anciennement : La Revue de médecine psychosomatique                                                   |
| Chimères                                          | 1987                 |                      | Psychanalyse                                                    | |
| La Clinique lacanienne                            |                      |                      | Psychanalyse                                                    | |
| Cliniques                                         |                      |                      | Clinique                                                        | |
| Cliniques méditerranéennes                        |                      |                      | Clinique, psychologie, psychanalyse                             | |
| Le Coq-Héron                                      | 1969                 |                      | Psychanalyse                                                    | |
| D                                                 | D                    | D                    | D                                                               | D |
| Devenir                                           |                      |                      | Psychologie du développement                                    | |
| Dialogue                                          |                      |                      | Psychologie                                                     | |
| Die Psychoanalytische Bewegung                    | 1929                 | 1933                 | Psychanalyse                                                    | publiée à Vienne par l' Internationaler Psychoanalytischer Verlag (de) (IPV) (1919-1938)              |
| Le Divan familial                                 | 2001                 |                      | Thérapie familiale psychanalytique                              | |
| E                                                 | E                    | E                    | E                                                               | E |
| Enfance                                           | 1948                 |                      | Psychologie développementale                                    | Publiée par l'Association scientifique Henri Wallon (ISSN 0013-7545)                                  |
| Essaim                                            | 1998                 |                      | Psychanalyse                                                    | |
| L'Évolution psychiatrique                         | 1929                 |                      | Psychiatrie, psychanalyse, sciences sociales                    | |
| F                                                 | F                    | F                    | F                                                               | F |
| Le fait de l'analyse                              | 1996                 | 2001                 | Psychanalyse ;                                                  | Devenue Penser/rêver (2002-2015)                                                                      |
| Filigrane                                         |                      |                      | Psychanalyse                                                    | |
| G                                                 | G                    | G                    | G                                                               | G |
| H                                                 | H                    | H                    | H                                                               | H |
| I                                                 | I                    | I                    | I                                                               | I |
| Imago                                             | 1912                 | 1937                 | Psychanalyse                                                    | Sous-titre : Zeitschrift für die Anwendung der Psychoanalyse auf die Geisteswissenschaften            |
| The International Journal of Psychoanalysis       | 1920                 |                      | Psychanalyse                                                    | |
| Imaginaire et inconscient                         | 2001                 | -                    | Psychanalyse                                                    | |
| J                                                 | J                    | J                    | J                                                               | J |
| Journal de la psychanalyse de l'enfant            | 1986                 | -                    | Psychologie, psychanalyse, psychanalyse de l'enfant             | |
| Journal of Pediatric Psychology                   | 1976                 |                      | Psychologie pédiatrique                                         | |
| Le Journal des psychologues                       | 1982                 |                      | Psychologie                                                     | |
| Journal français de psychiatrie                   | ?                    | ?                    | Psychiatrie, psychanalyse                                       | |
| K                                                 | K                    | K                    | K                                                               | K |
| L                                                 | L                    | L                    | L                                                               | L |
| Libres Cahiers pour la psychanalyse               | 2000                 | 2014                 | Psychanalyse                                                    | |
| Luzifer-Amor                                      | 1988                 |                      | Histoire de la psychanalyse                                     | |
| M                                                 | M                    | M                    | M                                                               | M |
| N                                                 | N                    | N                    | N                                                               | N |
| Nouvelle Revue de psychanalyse                    | 1970                 | 1994                 | Psychanalyse                                                    | |
| Nouvelle revue de psychosociologie                | 2006                 |                      | Psychosociologie, psychologie, psychanalyse                     | |
| O                                                 | O                    | O                    | O                                                               | O |
| Ornicar ?                                         | 1975                 | 1989 ?               | Psychanalyse                                                    | Sous-titre : Revue du Champ freudien.                                                                 |
| P                                                 | P                    | P                    | P                                                               | P |
| Penser/rêver                                      | 2002                 | 2015                 | Psychanalyse                                                    | |
| Perspectives psy                                  | 1963                 |                      | Psychiatrie, psychologie clinique et sciences sociales          | Éditée par EDP Sciences                                                                               |
| La Psychanalyse                                   | 1956                 | 1964                 | Psychanalyse                                                    | Éditée par la Société française de psychanalyse                                                       |
| Psychanalyse à l'université                       | 1975                 | 1994                 | Psychanalyse                                                    | |
| Psychanalystes                                    | 1981                 | 1994                 | Psychanalyse                                                    | Revue du Collège de psychanalystes                                                                    |
| Psyché                                            | 1946                 | 1963                 | Psychanalyse appliquée, sciences humaines                       | Sous-titre : Revue internationale de psychanalyse et de sciences de l'homme                           |
| Psyche (de)                                       | 1947                 |                      | Psychanalyse                                                    | Sous-titre : Zeitschrift für Psychoanalyse und ihre Anwendungen                                       |
| La Psychiatrie de l'enfant                        | 1958                 | -                    | Psychologie, psychanalyse, psychanalyse de l'enfant             | |
| Psychoanalysis and History                        | 1998                 |                      | Psychanalyse et Histoire                                        | |
| The Psychoanalytic Study of the Child             | 1945                 |                      | Pédopsychiatrie, psychanalyse                                   | |
| Psychologie clinique                              | 1988                 | -                    | Clinique                                                        | |
| Psychologie clinique et projective                |                      |                      | Clinique, psychologie                                           | |
| Psychologie française                             | 1952                 |                      | Psychologie                                                     | Revue de la Société française de psychologie (ISSN 0033-2984)                                         |
| Q                                                 | Q                    | Q                    | Q                                                               | Q |
| Psychology of Women Quarterly                     | 1976                 | -                    | Psychologie, études féministes                                  | |
| R                                                 | R                    | R                    | R                                                               | R |
| Recherches en psychanalyse                        |                      |                      | Psychanalyse                                                    | |
| Revue canadienne de psychanalyse                  |                      |                      | Psychanalyse                                                    | Revue bilingue. Autre titre : Canadian journal of psychoanalysis (Société canadienne de psychanalyse) |
| Revue de l'enfance et de l'adolescence            |                      |                      |                                                                 | |
| Revue de psychologie analytique                   | 2013                 |                      | Psychologie analytique                                          | |
| Revue électronique de psychologie sociale         | 2007                 | -                    | Psychologie sociale                                             | |
| Revue française de psychanalyse                   | 1927                 | -                    | Psychologie, psychanalyse                                       | |
| Revue française de psychosomatique                | 1991                 | -                    | Psychosomatique                                                 | |
| Revue internationale de psychologie sociale       |                      |                      | Psychologie sociale                                             | |
| S                                                 | S                    | S                    | S                                                               | S |
| Suicide and Life-Threatening Behavior             | 1971                 |                      | Psychiatrie, psychologie                                        | Association américaine de suicidologie                                                                |
| T                                                 | T                    | T                    | T                                                               | T |
| Topique                                           | 1969                 |                      | Psychanalyse                                                    | |
| Trans                                             | 1992                 | 1999                 | Psychanalyse                                                    | Éditée par un groupe de psychanalystes de la Société psychanalytique de Montréal.                     |
| U                                                 | U                    | U                    | U                                                               | U |
| V                                                 | V                    | V                    | V                                                               | V |
| W                                                 | W                    | W                    | W                                                               | W |
| X                                                 | X                    | X                    | X                                                               | X |
| Y                                                 | Y                    | Y                    | Y                                                               | Y |
| Z                                                 | Z                    | Z                    | Z                                                               | Z |